# Gaspard Jean-Baptiste Brunet
Pour les articles homonymes, voir Brunet.
Gaspard Jean-Baptiste de Brunet, né le 14 juin 1734 à Valensole (province de Provence) et mort guillotiné à Paris le 15 novembre 1793, est un général de division de la Révolution française.

## Biographie

### Origines
Gaspard Jean-Baptiste de Brunet est le fils de Jean-Baptiste de Brunet, écuyer, capitaine de Dragons, gouverneur de la ville de Manosque et chevalier de l'ordre militaire de Saint-Louis et d'Anne Rose de Salve. Il est le père du général Jean-Baptiste Brunet
Il est le petit-fils de Paul de Brunet, seigneur d’Estoublon et de Molan, marié le 11 novembre 1666 à Manosque avec Marie de Robert.

### Carrière militaire

#### Sous l'Ancien Régime
Il commence sa carrière militaire dans l'artillerie en 1755, et il passe lieutenant du régiment des Gardes Lorraine le 9 novembre de la même année. Il sert en Allemagne (guerre de Sept Ans) de 1757 à 1758. Le 31 mars 1759, il devient capitaine au même régiment, puis aide-major le 13 mai 1759. Il sert de nouveau en Allemagne de 1761 à 1762, et est fait chevalier de Saint-Louis le 2 mars 1773.
Sa carrière se poursuit en servant dans différents corps, et le 4 juillet 1777, il commande une compagnie de grenadiers. Le 1er octobre suivant, il est le capitaine d'une compagnie de fusiliers, le 28 mars 1778, major au régiment d'Auxonne. Il passe lieutenant-colonel le 8 avril 1779.

#### Guerres de la Révolution française
Administrateur des Basses-Alpes et commandant général des gardes nationales du département de 1790 à 1791, il est promu maréchal de camp et retraité le 1er mars 1791 à 56 ans. Rappelé en activité sur la demande du général de Montesquiou, et placé sous les ordres du général d'Anselme le 18 septembre 1792, il fait la campagne de Savoie en commandant l'avant-garde de l'aile droite de l'armée d'Italie, improprement appelée armée du Var par d'Anselme. Il est nommé commandant provisoire de l'armée d'Italie à la place de d'Anselme du 25 décembre 1792 au 9 février 1793.
Le 14 février, il se trouve à l'attaque des retranchements de Sospel et reçoit du ministre de la guerre, Beurnonville, de grands éloges pour la valeur qu'il a déployée dans cette affaire. Il ne se distingue pas moins les 1er et 2 mars suivants, où il s'empare du Belvédère, chasse 5 000 Piémontais, soutenus par leur artillerie, de cette position presque inexpugnable, leur fait 200 prisonniers et leur enlève deux pièces de canon. Ses faits d'armes ne demeurent pas sans récompense. Le 8 mars 1793, il est nommé général de division employé à l'armée d'Italie, et en est provisoirement le général en chef en remplacement de Biron du 5 mai au 8 août 1793, confirmé dès le 26 mai dans ses fonctions de général en chef par la Convention. Il est alors subordonné à Kellermann, qui commande en chef l'armée des Alpes avec le commandement supérieur de l'armée d'Italie.

#### L'arrestation et l'exécution
Le 8 juin, il force les avant-postes sardes du camp des Fourches du Massif de l'Authion depuis les baisses de Turini-Camp d'argent à se replier, mais le 17 juillet, faisant contre ce camp et celui de Saorge une nouvelle attaque, il est obligé de se retirer avec perte. Les jacobins de Paris ne manquent pas de crier à la trahison, prétendant en outre que Brunet n'est pas étranger à la reddition de Toulon. Ils appuient leurs dires par de prétendues intelligences qu'il aurait eues avec l'ancien procureur syndic du Var et par le refus qu'il aurait fait de seconder les représentants du peuple envoyés dans ce département. Il est remplacé dans son commandement par Carteaux, et est le 6 août, décrété d'arrestation par les représentants du peuple Barras et Fréron, mis en état d'arrestation le 8 août et enfermé à la prison de l'Abbaye.
Il est destitué le 10 septembre 1793, transféré à la Conciergerie le 8 novembre, condamné à mort le 14 du même mois pour deux raisons :
1. A refusé d'obtempérer aux ordres que lui avaient donnés les représentants du peuple Barras et Fréron de diriger une partie de son armée sur Toulon, au moment où les Toulonnais négociaient leur trahison ;
2. A entretenu une correspondance avec les comités rebelles de Lyon et de Marseille

Il est guillotiné le 15 novembre 1793 à l'âge de 59 ans.
Son nom figure sur la façade sud de l'Arc de triomphe de l'Étoile à Paris.